# Sociedad China para la Enseñanza e Investigación de las Lenguas Española y Portuguesa

La Sociedad China para la Enseñanza e Investigación de las Lenguas Española y Portuguesa (en chino: 中国西班牙语葡萄牙语教学研究会) es un organismo de hispanistas y lusofonos creada en la ciudad de Shanghái, China. La función de la Sociedad consiste sobre la enseñanza de la lengua española y portuguesa en este país asiático. Como también los conocimientos de historia, literatura y traducción, como también la enseñanza y la investigación del resto de las lenguas, literaturas y civilizaciones de la península ibérica como de España, Portugal, Andorra y de Iberoamérica, Filipinas, Timor Oriental, Macao y de otras partes del mundo donde tienen el español y el portugués como lengua materna.
Desde 1979 China cuenta además con la Asociación China del Estudio de la Literatura Española, Portuguesa y Latinoamericana, además que el país asiático cuenta también con buenas relaciones diplomáticas con muchos países iberoamericanos. Como también los intercambios culturas, en cuanto a la comunicación en ambos idiomas (chino, español y portugués).